# Andrae Williams
Andrae Williams (ur. 12 lipca 1983) – bahamski lekkoatleta, sprinter, srebrny medalista igrzysk olimpijskich z Pekinu i dwukrotnie mistrzostw świata w sztafecie 4 × 400 m.

## Sukcesy
| Rok  | Zawody                   | Miasto         | Miejsce | Konkurencja | Czas         |
| ---- | ------------------------ | -------------- | ------- | ----------- | ------------ |
| 2005 | Mistrzostwa świata       | Helsinki       |         | 4 × 400 m   | 2.57,32 min. |
| 2007 | Igrzyska panamerykańskie | Rio de Janeiro |         | 4 × 400 m   | 3:01,94      |
| 2007 | Mistrzostwa świata       | Osaka          |         | 4 × 400 m   | 2.59,18 min. |
| 2008 | Igrzyska olimpijskie     | Pekin          |         | 4 × 400 m   | 2.58,03 min. |

## Rekordy życiowe
- 200 m - 20,81 (2006)
- 400 m - 44,90 (2005)